# Potorous gilbertii
Potorous gilbertii  é uma espécie de marsupial da família Potoroidae.
Endêmico da Austrália.